# 且末国
且末国（しょまつこく）は、西域三十六国の一つであり、現在の新疆ウイグル自治区チャルチャン県（且末県）に位置する。末国ともいう。

## 概要
且末の王城は且末城にあり、長安から6,820里の距離に位置していた。人口は230戸、1,610人で、そのうち戦闘可能な兵士は320人にのぼる。北西にある都護府である烏塁までは2,258里、南は小宛まで三日間の道のり、北は尉犁に接し、西は精絶と通じており、その距離は2,000里であった。この地ではブドウをはじめとする、多種多様な果実が生産されていた。
行政機構としては、輔国侯1名・左将1名・右将1名・訳長1名が配置されていた。前漢には、西域都護府および西域長史の管轄下に置かれ、南北朝時代の南朝梁では、且末国が「末国」と呼ばれるようになった。その都は現在の新疆ウイグル自治区チャルチャン県の南西にあたる且末城に置かれていたが、その後、吐谷渾によって併合された。
隋朝では且末郡が設置され、以降、唐朝の沙州、吐蕃、于闐、回鶻、西遼、モンゴルのチャガタイ・ハン国、そして清朝を経て、現在の新疆ウイグル自治区へと歴史が続いている。